# 徐筱菁
徐筱菁（1979年5月19日—），臺灣政治人物、民主進步黨黨員，現任苗栗縣議會議員，也是於該選區目前唯二民進黨議員，曾任第10屆苗栗市市民代表，徐定禎參選苗栗縣縣長時徐筱菁出任競選總部發言人。

## 從政
徐筱菁在2014年時參選苗栗市市民代表並當選，2018年時轉戰苗栗縣議員，為落選頭。後因同選區的議員張志宇涉嫌賄選遭到徐筱菁檢舉。2020年徐筱菁勝訴，正式遞補苗栗縣議員。而她也在2022年連任。
2024年時，因原苗栗市市長邱鎮軍當選立法委員而辭職，故民進黨推派徐筱菁投入補選，落選。

## 選舉紀錄
| 年度 | 選舉屆數                 | 選舉區           | 所屬政黨   | 得票數 | 得票率 | 當選標記 | 備註 |
| ---- | ------------------------ | ---------------- | ---------- | ------ | ------ | -------- | ---- |
| 2014 | 第十屆苗栗市市民代表選舉 | 苗栗市第二選舉區 | 民主進步黨 | 2,516  | 27.79% |          |      |
| 2018 | 第十九屆苗栗縣議員選舉   | 苗栗縣第一選舉區 | 民主進步黨 | 4,201  | 5.82%  | 遞補當選 |      |
| 2022 | 第二十屆苗栗縣議員選舉   | 苗栗縣第一選舉區 | 民主進步黨 | 5,876  | 8.72%  |          |      |
| 2024 | 第十二屆苗栗市市長補選   | 苗栗縣苗栗市     | 民主進步黨 | 6,905  | 33.03% |          |      |

## 外部連結
- 徐筱菁「延續清新的力量」的Facebook專頁
- 徐筱菁的Facebook專頁